# Carlotta Marchisio
Carlotta Marchisio (Torí, 8 de desembre de 1835 – 28 de juny de 1872) fou una soprano italiana. Era germana del compositor Antonino Marchisio (1817-1875) i de la també cantant Barbara.
Ambdues debutaren el 1851 a Venècia i juntes continuaren la seva carrera, Barbara com a tiple i ella com a contralt, aconseguint brillants èxits en els principals teatres d'Europa.